# Erastria phoenix
Erastria phoenix är en fjärilsart som beskrevs av Swinhoe 1898. Erastria phoenix ingår i släktet Erastria och familjen mätare. Inga underarter finns listade i Catalogue of Life.